# Gornji Grad
Gornji Grad () je naselje v Zgornji Savinjski dolini s 1.067 prebivalci (2025) in sedež istoimenske občine. 

## Opis
Večje gručasto središčno naselje  z zaselki leži v zgornjem predelu Zadrečke doline med planoto Menina na jugu in Rogačevo skupino na severu. V naselju se stekata potok Šokatnica in reka Dreta. Od Ljubljane je po cesti preko prelaza Črnivec oddaljeno približno 50 kilometrov. Gornji Grad je razdeljen na zaselke Gornji Grad, Spodnji trg, Podsmrečje, Prod in Novo naselje ter Šokat.
Nekdaj je bil Gornji Grad pomemben letoviški kraj, s prenočišči pri zasebnikih. Ob glavni cesti je v središču več gostiln. V zadnjem času v okolici deluje več turističnih kmetij. Vsako leto julija krajani priredijo čebelarski praznik. Industrijo v naselju predstavlja tovarna lesenih hišic in stavbnega pohištva Smreka.

## Zgodovina
Naselje je stopilo v zgodovino leta 1140 z ustanovitvijo benediktinskega samostana Gornji Grad, ki je leta 1461 prešel pod ljubljansko nadškofijo in postal rezidenca ljubljanskih škofov. V zapiskih iz leta 1349 je kraj omenjen kot trg Rore. Gornji Grad je 5. avgusta 1928 dobil status mesta, ki pa v skladu z veljavno zakonodajo to več ni. V kraju je leta 1630 umrl ljubljanski škof Tomaž Hren.
Prvotna cerkev je bila postavljena kot del v 12. stoletju nastalega benediktinskega samostana. Bila je večkrat prezidana. Ob razpustitvi samostana proti koncu srednjega veka je bila dodeljena ljubljanski škofiji, ki je poleg dušnega pastirstva prevzela tudi sodne pravice. Gornji grad je tako postal poletna rezidenca ljubljanskih škofov. Znamenitost kraja je cerkev sv. Mohorja in Fortunata, bivša sostolnica ljubljanski, ki je po prostornini največja v Sloveniji, ima tudi najvišjo kupolo. Zgrajena je bila v letih 1757–1763.
Cerkev je danes temelj za lokalni turizem, tovrstno pomembna pa je tudi romarska pot k Mariji zvezdi v Novi Štifti. V mestu je tudi etnološki muzej Štekl z zbirko etnoloških in tehnoloških značilnosti področja ter podob in razglednic. Kulinarična posebnost kraja je zgornjesavinjski želodec.

## Znane osebnosti, povezane z Gornjim Gradom
- Ernest Amadej Attems
- Ivo Benkovič
- Jakob Brollo
- Andrej Cesar
- Andrej Furlan (duhovnik)
- Benedikt Kuripečič, potopisec (* okoli 1488, † po 1532)
- Fran Kocbek
- Franc Hafner
- Tomaž Hren
- Pavel Künl
- Benedikt Kuripečič
- Žiga Lamberg
- Blaž Matek
- Martin Matek
- Fran Mohorič
- Ivan Ocvirk
- Franc Ogradi
- Matija Persky
- Krištof Ravbar
- Slavko (Jakob) Savinšek
- Peter Seebach
- Sigmund Feliks Schrattenbach (Schrottenbach)
- Elija Somrak
- Ignacij Šijanec
- Jože Šlander
- Urban Textor
- Fran Tratnik
- Andrej Trost
- Rajko Vrečer ?
- Krištof Weismann
- Karl Wenger
- Franc Zadravec
- Martin Zeichen
- Alojz Zoratti
- Jožef Žehel
- Janez Žmavc
- Lojze Žumer ?
- Saša Mächtig
- Anton Jamnik

## Zanimivosti
- V Gornjem Gradu je živel in leta 1930 umrl šolnik, organizator planinstva in publicist Fran Kocbek, ustanovitelj savinjske podružnice SPD, ki je v Savinjskih Alpah pri osvajanju vrhov nadvladovalo nad Nemci.[6]
- 30. maja 2021 je v cerkvi sv. Mohorja in Fortunata v Gornjem Gradu potekala umestitvena slovesnost celjskega škofa Maksimiljana Matjaža.[7] Lokacija je bila izbrana, ker gre za največjo cerkev v celjski škofiji, kar je omogočalo udeležbo kar največ ljudi v času epidemije koronavirusa.[8]

## Galerija
- Krajevne ulice
- Pročelje cerkve
- Južna fasada samostanskega poslopja